# 鉄板ニュース伝説
『鉄板ニュース伝説』（てっぱんニュースでんせつ、原題：News Movie, aka The Onion Movie）は、2008年6月3日にアメリカ合衆国よりされたオリジナルビデオ映画作品。
日本では劇場未公開。2009年6月5日に20世紀フォックス・ホーム・エンターテイメント・ジャパンよりDVDが発売されている。

## あらすじ
米3大ネットワークも驚愕の実際に存在するアメリカの過激パロディ・ニュース組織オニオンニュースが作り上げた数多くの爆笑ネタを繰り出し、あらゆるジャンルを過激に風刺したバラエティーコメディ映画。映画ネタ、下ネタ、社会風刺など国際政治から芸能まで様々なジャンルを取り扱った過激なニュースを報道するオニオンニュース。身近な日常的ネタやセクシーアイドルの不純なプロモーションビデオ、中東某国のテロリスト軍団アルカタイヤの訓練の映像など、様々なニュースがキャスターのノーム・アムチャーによって伝えられていた。また、本番中にもかかわらず親会社であるスティーブン・セガール主演の最新映画“マル禁パンチャー”の予告CMを放送するなど、やりたい放題であった。さすがに司会のノーム・アーチャーもこれには今まで我慢していた怒りを表にし、重役達に駆け寄るのだが親会社の意向ばかりを気にして、重役達は誰もノームの意見を聞き入れようとはしなかった。そんなある日、突然テロリストのアルカタイヤの一味がテレビ局をジャックし、オニオンニュースに危機がやってくるのである。

## キャスト
| 役名               | 俳優                   | 日本語吹替 |
| ------------------ | ---------------------- | ---------- |
| マル禁パンチャー   | スティーブン・セガール | 大塚明夫   |
| ノーム・アーチャー | レン・キャリオー       | 小川真司   |
| デイナ・ダブス     | ラリッサ・ラスキン     | 東條加那子 |
| キップ・ケンドル   | スコット・クレイス     | 斉藤次郎   |
| メリッサ・チェリー | サラ・マクエリゴット   | 榊原奈緒子 |

- その他の声の吹き替え：山野井仁／落合弘治／大川透／斎藤志郎／鈴木貴征／佐藤晴男／丸山壮史／井田国男／金光宣明／石上裕一／三浦潤也／森夏姫／新田万紀子

## 日本語版制作スタッフ
- 演出：羽田野千賀子
- 字幕翻訳：半田典子
- 吹替翻訳：古瀬由紀子
- 調整：高義和
- 制作：ブロードメディア・スタジオ